# ژان لو بل
ژان لو بل (به فرانسوی: Jean le Bel) مورخ قرن سیزدهم میلادی اهل فلاندر است.